# W.S. Van Dyke
W.S. Van Dyke (Woodbridge Strong Van Dyke II), född 21 mars 1889 i San Diego, Kalifornien, död 5 februari 1943 i Brentwood, Los Angeles, Kalifornien, var en amerikansk filmregissör. Van Dyke är främst känd för att ha regisserat fyra "Gäckande skuggan"-filmer. Totalt regisserade Van Dyke över 90 filmer mellan 1917 och 1942.
Van Dyke har en stjärna på Hollywood Walk of Fame vid adressen 6141 Hollywood Blvd.

## Filmografi, regi
- 1931 – Sista varningen
- 1932 – Tarzan
- 1933 – Ett farligt vittne
- 1934 – En Manhattan-melodram
- 1934 – Den gäckande skuggan
- 1935 – Marietta
- 1936 – Efter den gäckande skuggan
- 1938 – Marie Antoinette
- 1939 – Gäckande skuggan kommer tillbaka
- 1940 – Jag älskar dig åter
- 1941 – Gäckande skuggan på nya äventyr!
- 1941 – Det evigt kvinnliga
- 1941 – Himlens vrede
- 1942 – Det kommer en dag